# Гойдалка (візок)

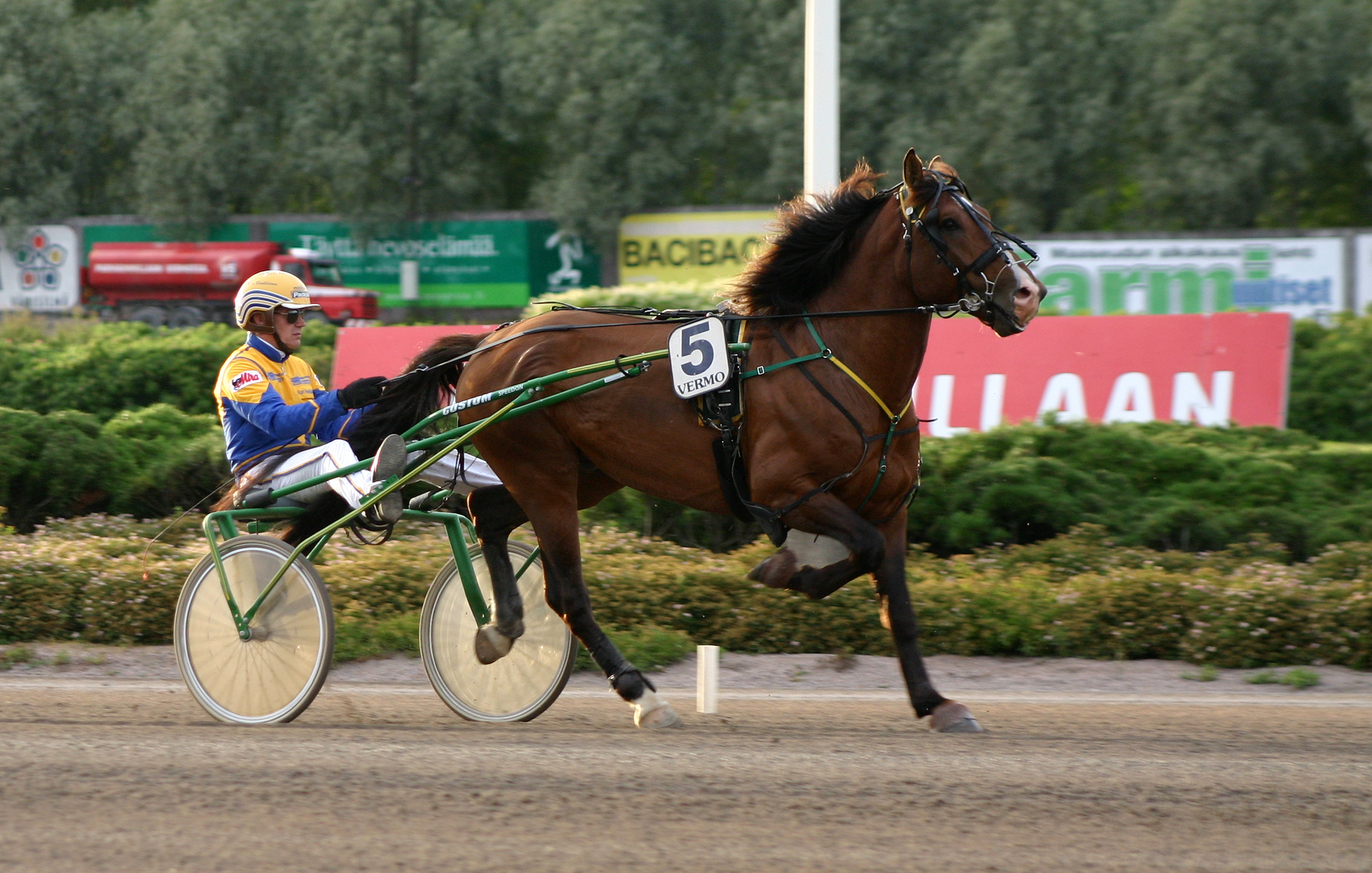
Перегони на гойдалках.

Го́йдалка, іноді також кача́лка — відкритий легкий двоколісний повіз, призначений для перегонів з участю рисаків (кінних перегонів). Перші качалки сконструйовані в США в 1893 р. Первісно їх використовували фермери як легкий транспорт, зараз застосовують для упряжних кінних перегонів. Змагання відбуваються на трьох дистанціях: 1600, 2100 та 2650 метрів. Візник повинен стежити за тим, щоб рисак не переходив у чвал: якщо він пройде цим алюром понад 90 м, він буде дискваліфікований.
Перші гойдалки мали великі колеса (у Російській імперії їх називали «американками»), надалі діаметр був дещо зменшений. У Росії американки прийшли на зміну біговим дрожкам, які використовували доти для рисистих перегонів.
Виконуються гойдалки зараз з алюмінію, мають невелику вагу. Кузов відсутній, візник розміщається на сидінні, встановленому між колесами. Для запрягання використовують голобельно-посторонковий («англійський») запряг: короткі голоблі кріпляться до сіделка і слугують для спрямовування гойдалки конем, а тяга передається через посторонки. Перегонові гойдалки поділяють на дві основні категорії: традиційні симетричні й асиметричні. Асиметричні гойдалки запатентовані в 1980-х роках в Австралії. Окрім того, додатково виділяють парні гойдалки, призначені для запрягання пари коней. Серед традиційних розрізняють так звані «моторні» (з колесами, схожими на мопедні) гойдалки і «дербістки», які використовують для тренування коней, а також «призові», призначені для змагань. Легшим різновидом призової є гойдалка-«рекордистка».
Взимку для перегонів замість гойдалок використовують спеціальні бігові сани, полозами можуть обладнувати тренувальні гойдалки.